# Europäische Mannschaftsmeisterschaft im Schach 2011
Die 18. Europäische Mannschaftsmeisterschaft im Schach 2011 war ein Mannschafts-Schachturnier, das vom 3. November bis 11. November 2011 im griechischen Porto Carras ausgetragen wurde. Beim offenen Turnier gewann die deutsche Mannschaft vor Aserbaidschan und Ungarn, während bei den Damen die russische Mannschaft vor Polen und Georgien gewann.

## Spielbedingungen
Im offenen und Damenturnier fanden jeweils neun Mannschaftskämpfe zu je vier Partien statt, wobei die Auslosung der Mannschaftspaarungen nach Schweizer System vorgenommen wurde. In jeder Mannschaft durften bis zu fünf Spieler, darunter ein Reservespieler, gemeldet werden. Teilnahmeberechtigt waren alle Mitgliedsstaaten der European Chess Union, dabei handelte es sich zum Turnierzeitpunkt um alle europäischen Schachföderationen, auch die geografisch hauptsächlich in Asien liegenden Russland und Türkei, sowie Israel und die Kaukasus-Staaten.
Als Bedenkzeit standen pro Spieler und Partie 90 Minuten für die ersten 40 Züge, dann weitere 30 Minuten für den Rest der Partie sowie 30 Sekunden Addition pro Zug zur Verfügung.
Für jeden Mannschaftssieg wurden zwei Mannschaftspunkte, für jedes Unentschieden ein Punkt und für jede Niederlage null Punkte vergeben. Dabei zählte ausschließlich die Anzahl der Brettpunkte über den Mannschaftssieg, sekundäre Wertungen kamen nicht zum Einsatz. Für jeden Individualsieg wurde ein Brettpunkt und für jedes Remis ein halber Brettpunkt vergeben, Niederlagen erzielten null Punkte. Für die abschließende Bewertung nach neun Runden wurden zuerst die Mannschaftspunkte und bei Gleichstand die Brettpunkte für die Ermittlung der Rangfolge herangezogen, wobei bei erneutem Gleichstand weitere Feinwertungen entschieden. Sonderregeln über den Zeitpunkt der Remisvereinbarung existierten nicht, waren aber bereits für künftige Turniere beschlossen worden.
Hauptschiedsrichter war Panayotis Nikolopoulos.

## Verlauf und Ergebnisse
Während im offenen Turnier bis zuletzt um die Goldmedaille gespielt wurde, die von der deutschen Mannschaft mit einem Mannschaftspunkt Vorsprung gewonnen wurde, dominierte Russland beim Damenturnier und ging auch in der letzten Runde früh gegen Österreich in Führung, um mit drei Mannschaftspunkten Abstand die dritte Goldmedaille in Folge zu holen.

### Offenes Turnier
Beim offenen Turnier, in dem 38 Mannschaften teilnahmen, gewann die deutsche Mannschaft aus Arkadij Naiditsch, Georg Meier, Daniel Fridman, Jan Gustafsson und Rainer Buhmann mit 15:3 Mannschaftspunkten. Mannschaftskapitän war Uwe Bönsch, während Rustam Kasimjanov als Trainer fungierte.
Die Schweiz kam auf Platz 23, Österreich auf Platz 32.
Vor der letzten Runde bestand noch für viele Mannschaften Aussicht auf Medaillen, sodass erst mit den letzten beiden Partien die vorderen Ränge entschieden wurden: Nachdem im vorherigen Tagesverlauf Georg Meier mit den schwarzen Steinen gegen Sergej Movsesjan gewonnen hatte, hielt Jan Gustafsson beim Stand von 2:1 gegen den Armenier Gabriel Sarkissjan durch eine genaue Kombination das Endspiel remis und sicherte so für Deutschland die Goldmedaille, wonach in der letzten Partie der Ungar Zoltán Gyimesi beim Stand von 3:0 gegen den Bulgaren Kiril Georgiew ein unentschieden aussehendes Turmendspiel gewann und so mit einem halben Brettpunkt Vorsprung vor Armenien die Bronzemedaille sicherte.
Es handelte sich um den ersten deutschen Sieg in einem internationalen Mannschaftsturnier seit der Schacholympiade 1939; zuvor waren bis 2001 mehrere Bronzemedaillen bei Europäischen Mannschaftsmeisterschaften sowie eine Silbermedaille bei der Schacholympiade 2000 an Deutschland gegangen.
| Platz    | Mannschaft    | Spieler                                                                            | Gesamtpunktzahl                          |
| -------- | ------------- | ---------------------------------------------------------------------------------- | ---------------------------------------- |
| 1. Platz | Deutschland   | Arkadij Naiditsch, Georg Meier, Daniel Fridman, Jan Gustafsson, Rainer Buhmann     | 15:3 Mannschaftspunkte, 22,5 Brettpunkte |
| 2. Platz | Aserbaidschan | Teymur Rəcəbov, Vüqar Həşimov, Şəhriyar Məmmədyarov, Qədir Hüseynov, Eltac Səfərli | 14:4 Mannschaftspunkte, 23,0 Brettpunkte |
| 3. Platz | Ungarn        | Péter Lékó, Zoltán Almási, Ferenc Berkes, Csaba Balogh, Zoltán Gyimesi             | 13:5 Mannschaftspunkte, 23,0 Brettpunkte |

(38 Mannschaften)

## Damen
Im Damenturnier, in dem 28 Mannschaften teilnahmen, gewann die russische Mannschaft aus Nadeschda Kossinzewa, Tatjana Kossinzewa, Walentina Gunina, Alexandra Kosteniuk und Natalja Pogonina.
Deutschland erreichte den 7. Platz, Österreich den 14. Platz und die Schweiz den 25. Platz.
| Platz    | Mannschaft | Spieler                                                                                              | Gesamtpunktzahl                          |
| -------- | ---------- | --- | ---------------------------------------- |
| 1. Platz | Russland   | Nadeschda Kossinzewa, Tatjana Kossinzewa, Walentina Gunina, Alexandra Kosteniuk, Natalja Pogonina    | 17:1 Mannschaftspunkte, 25,5 Brettpunkte |
| 2. Platz | Polen      | Monika Soćko, Jolanta Zawadzka, Joanna Majdan-Gajewska, Karina Szczepkowska-Horowska, Katarzyna Toma | 14:4 Mannschaftspunkte, 23,0 Brettpunkte |
| 3. Platz | Georgien   | Nana Dsagnidse, Lela Dschawachischwili, Nasi Paikidse, Nino Churzidse, Salome Melia                  | 14:4 Mannschaftspunkte, 22,5 Brettpunkte |

(28 Mannschaften)